# 스자역
스자역은 가오슝 첩운 홍선의 1역이다.

## 역 구조

### 승강장
| 지면     | 출입구                     | 출입구                                      |
| 지하 1층 | 승강장                     | 출입구                                      |
| 지하 1층 | 승강장                     | 화장실                                      |
| 지하 2층 | 1호 플랫폼                 | ←가오슝 첩운 홍선 샤오강방면（카이쏸 역）   |
| 지하 2층 | 플랫폼，문의 왼쪽 / 오른쪽 |                                             |
| 지하 2층 | 2호 플랫폼                 | 가오슝 첩운 홍선 남강산방면（산둬상권 역）→ |

## 역 출입구
역의 남쪽 끝에 위치한 출입구1,2，역의 북쪽 끝에 위치한 출입구3,4，접근성엘리베이터에 위치한 출입구3이다.
- 출입구1：시찌아궈종
- 출입구2：첸전수영장
- 출입구3：노동공원
- 출입구4：시찌아 초등학교